# Aconitum gubanovii
Aconitum gubanovii là một loài thực vật có hoa trong họ Mao lương. Loài này được Luferov & Vorosh. mô tả khoa học đầu tiên năm 1991.